# هنري جورج (دراج على المضمار)
هنري جورج هو دراج بلجيكي، ولد في 18 فبراير 1891 في شارلوروا في بلجيكا، وتوفي في 6 يناير 1976 في أوكَل في بلجيكا.

## وصلات خارجية
- هنري جورج على موقع أرشيف الدراجات (الإنجليزية)
- هنري جورج على موقع أوليمبيديا (الإنجليزية)